# Karni Mata
Pour les articles homonymes, voir Karni et Mata.

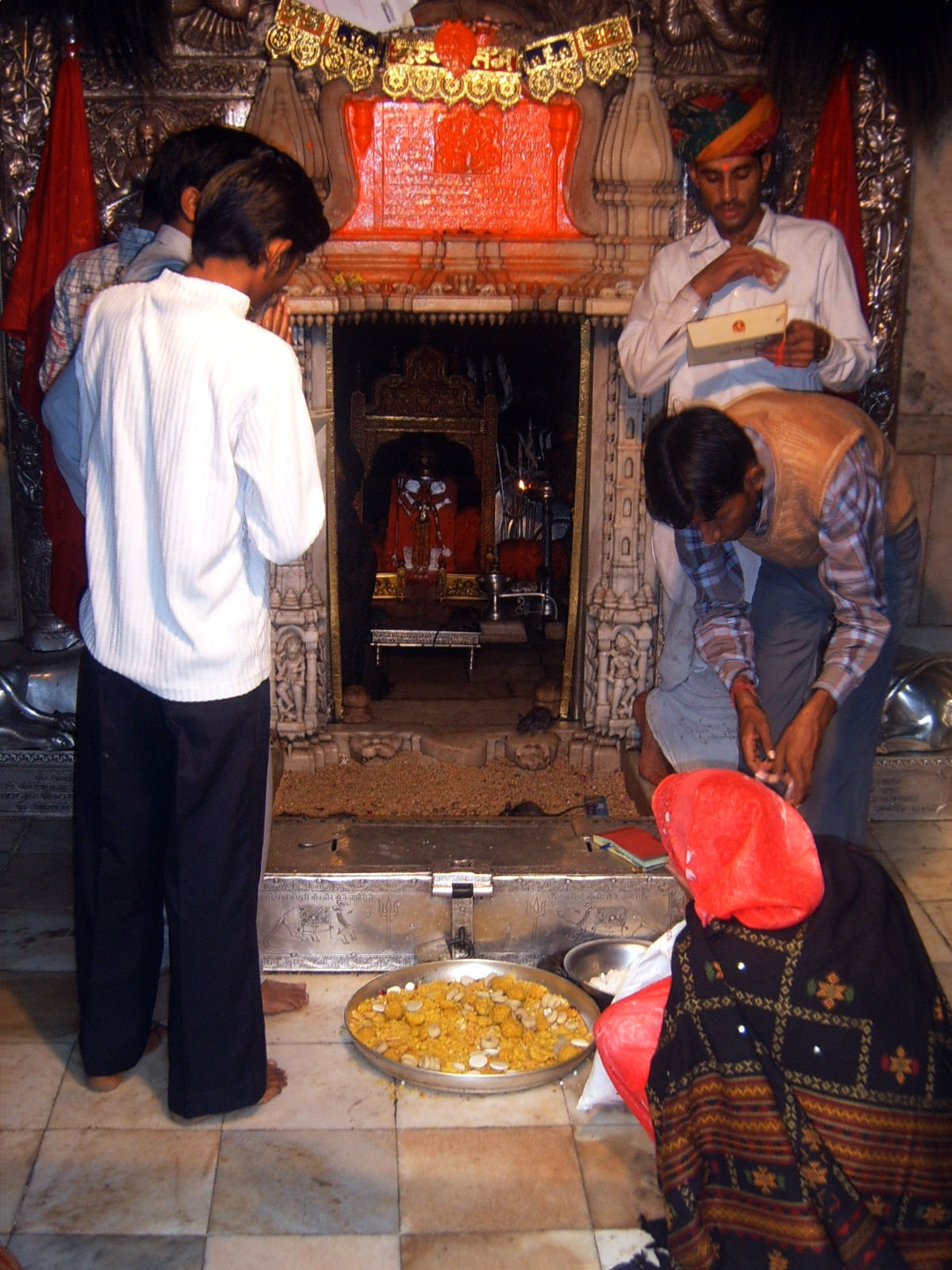
Dévotions face à la cella du temple de Karni Mata à Deshnoke, au Rajasthan.

Karni Mata (hindi : करणी माता) est une sage hindoue née au sein de la communauté ou caste Charan, et adorée comme étant l'incarnation de la déesse Durga (« l'Inaccessible ») par ses dévots. Selon ces derniers, elle serait née le 2 octobre 1387 et serait morte le 23 mars 1538. Karni signifie en hindi « miracles », et Mata « Mère ». Elle est la déesse tutélaire (kuldevi ou kuladevata) des familles royales de Jodhpur et de Bikaner. Durant son existence, Karni Mata aida à la pose de la première pierre de deux des plus importants forts du Rajputana. Elle vécut une vie d'ascète, de sadhvi, et la plupart des temples lui étant dédiés le furent de son vivant. Les temples dédiés durant son vivant diffèrent d'ailleurs des autres temples dédiés à sa personne (représentée sous la forme de Durga), par le fait qu'ils ne contiennent pas d'image ou idole la figurant, mais l'empreinte de pied qui symbolise sa venue en ce lieu.
Le plus célèbre des temples dédiés à Karni Mata est le temple à Deshnoke, lequel a été créé à la suite de sa mystérieuse disparition où elle se volatilisa de la caverne qu'elle se construisit elle-même pour méditer, sans que nul ne la voie. Le temple est connu pour ses rats, lesquels sont sacrés et traités en tant que tels, leur présence bénissant ceux qui fréquentent le temple, ce dernier leur accordant une religieuse protection.
Contrairement à quelques reportages donnés, le temple est affilié à une sampradaya (« tradition », courant) de l'hindouisme (en l'occurrence, shakta), et non avec la religion jaïne (sans doute parce qu'il y a le même respect pour l'ahimsâ, la non-violence).

## Le temple de Karni Mata à Deshnoke

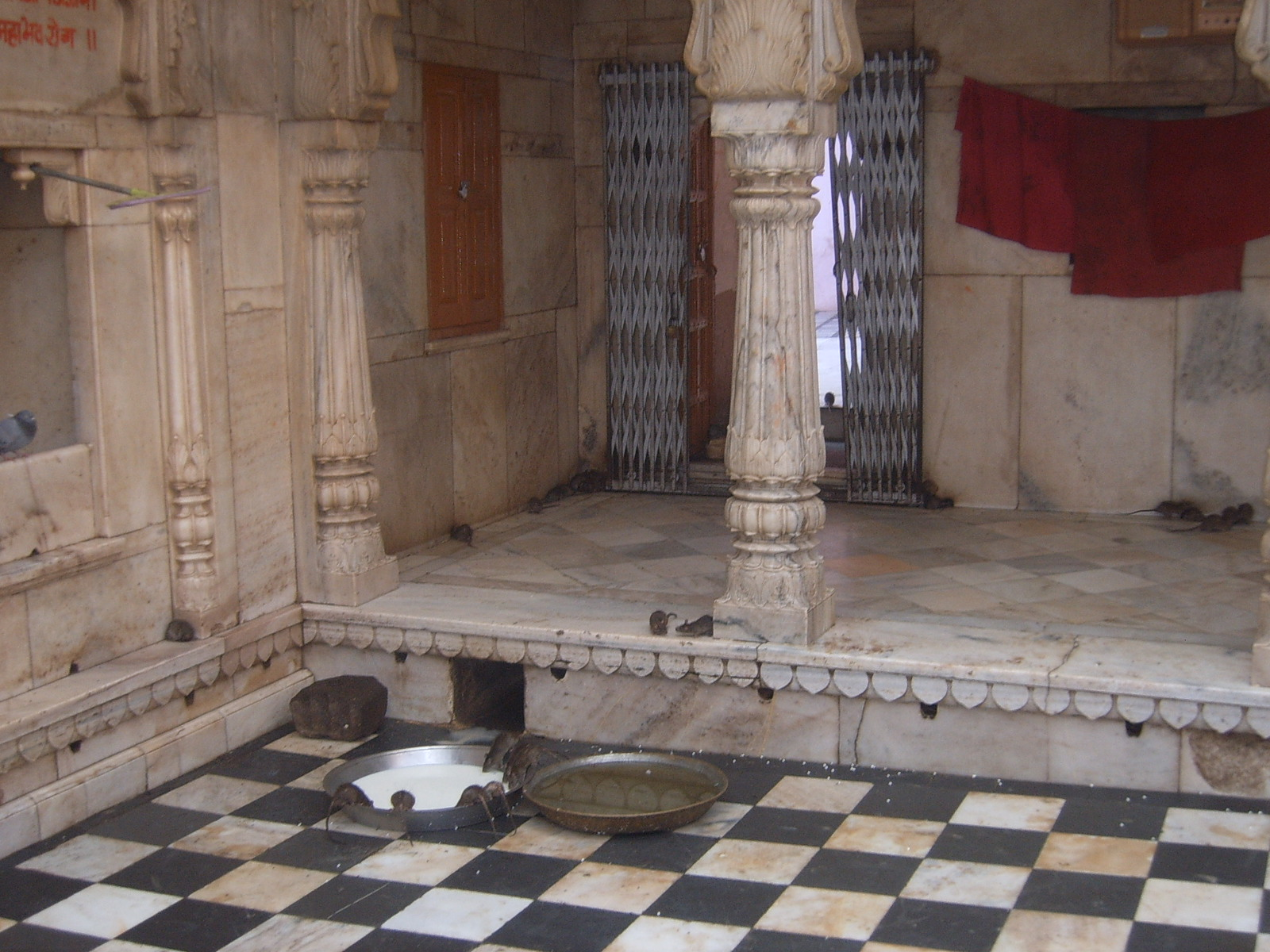
Intérieur du temple de Karni Mata à Deshnoke.

Le temple de Karni Mata à Deshnoke, à 30 km de Bikaner, a été parachevé dans sa forme actuelle au début du XXe siècle par le maharaja Ganga Singh de Bikaner, selon le dernier style moghol. Le temple est doté d'immenses portes en argent et de sculptures en marbre. Le temple a été amélioré dans sa décoration par Kundanlal Verma (de Hyderabad), avec des joailleries pour Karni, en 1999. 
Pendant l'année, les pèlerins de toute l'Inde visitent Karni Mata au temple de Deshnoke pour lui rendre des hommages religieux. En dehors du Rajasthan, Karni Mata est connue, respectée et aimée dans des États comme le Gujarat, le Madhya Pradesh et en Haryana. Durant le festival de Navrati (célébration de la Shakti, de neuf Déesses), des centaines de personnes voyagent à pied pour aller la vénérer et prier dans ce temple. Si un des rats est tué par accident, le fauteur doit offrir en compensation une statuette de rat en or massif aux brahmanes du temple. Voir ou apercevoir un rat blanc au milieu des hordes de rats noirs est considéré comme particulièrement de bon augure.

### La légende des poètes réincarnés grâce à Karni Mata

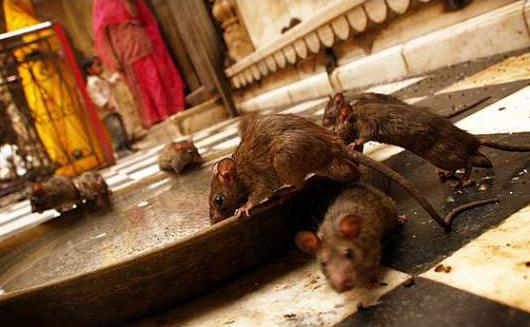
Rats (poètes, bardes et conteurs réincarnés) au temple de Karni Mata à Deshnoke.

Selon la légende locale, Karni, mystique du XIVe siècle et incarnation de la déesse Durga, implora le dieu Yama, le dieu des morts, qui juge et distribue les nouvelles naissances à chaque vie selon ses actes, de ressusciter le fils aimé d'un de ses conteurs, bardes et poètes. 
Yama refusa dans un premier temps, puis finit par accepter et autorisa Karni Mata à ramener parmi les siens non seulement l'âme du fils décédé du conteur, mais aussi celle de tous les autres conteurs et poètes, non sous la forme d'une naissance humaine, mais en se réincarnant en rats, ainsi protégés par la sadhvi Karni Mata, dont même les enfants mâles eux aussi reçurent la permission de Yama de pouvoir retrouver la vie auprès de leur mère en se réincarnant en rat. Les rats sont les premiers dévots privilégiés de Karni Mata.

### Les rats blancs
Parmi les milliers de rats vivant au sein du temple, la tradition dit qu'il y a quatre ou cinq rats blancs, que l'on considère comme particulièrement saints. Ils sont les manifestations de Karni Mata elle-même et de sa famille (on se rappellera que Karni Mata est dans une région où vivent les Bishnoïs, dont leur maître, Jambheshwar Bhagavan, choisit de se réincarner en antilope). Les apercevoir est un privilège et les visiteurs ont le devoir de leur donner de la nourriture semblable à de la confiserie, dont les restes sont ainsi bénis par leur salive (les fidèles au temple de Karni Mata considèrent que la nourriture ou les boissons goûtées par les rats sont prasad, « bénies » ; ainsi, par exemple, les dévots trempent leurs doigts dans les bols de lait donnés à l'intention des rats, puis les lèchent ensuite en signe de communion avec la divinité).
C'est la seule communauté de rats diurnes connue dans le monde. Un rat qui monte sur un pied humain est considéré comme une bénédiction de sa part.
De même que le taureau est la monture du dieu Shiva, l'oie du dieu Brahmâ, Garuda (le roi des oiseaux) du dieu Vishnou, le rat est aussi la monture du Seigneur Ganesh, dieu très populaire et omniprésent en Inde.

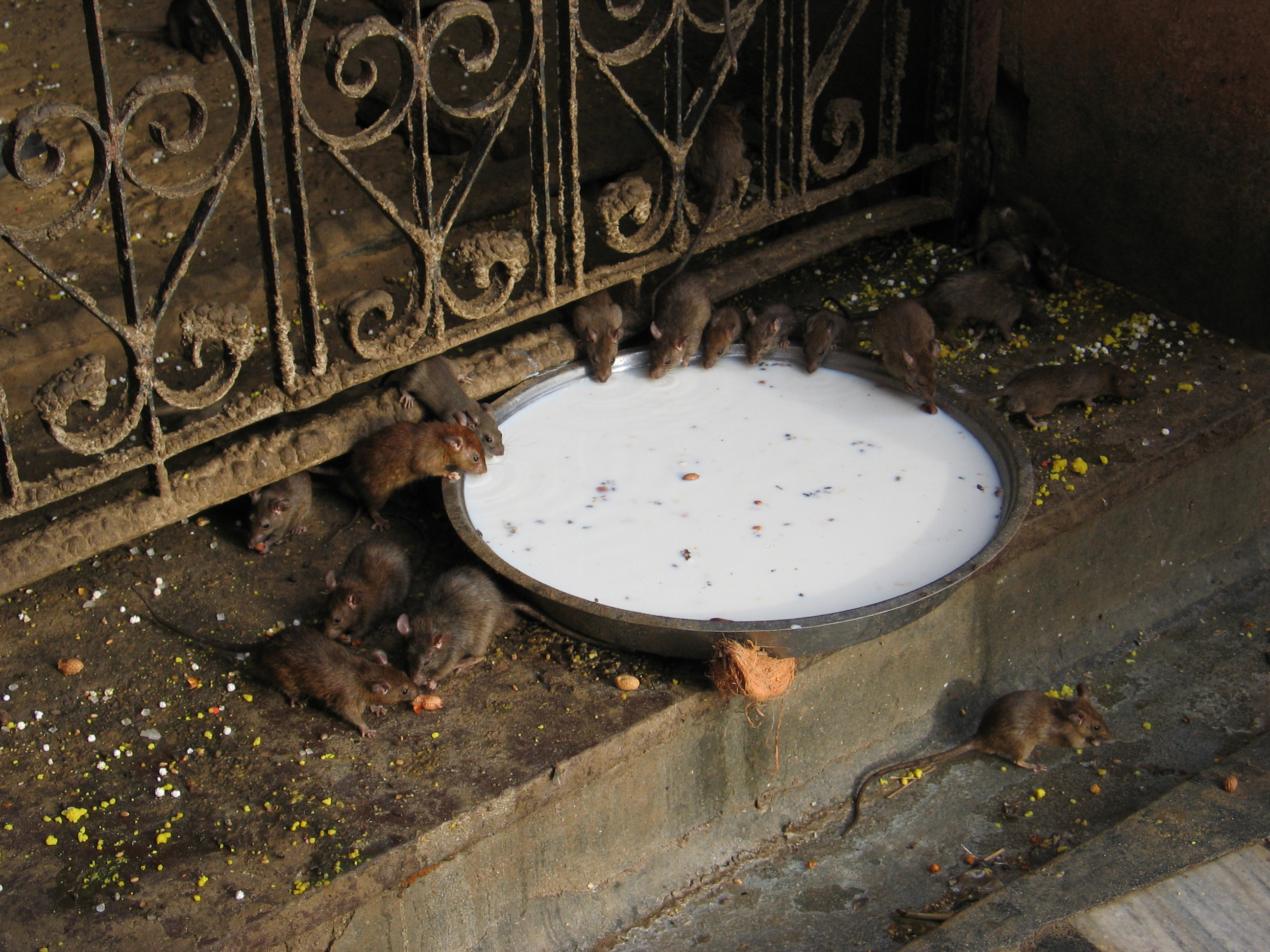
En liberté, les rats, qui sont les poètes et conteurs réincarnés près de Karni Mata, sont les meilleurs dévots de la Déesse.

### Respect des lieux
À la suite de la venue de touristes occidentaux non respectueux de la sacralité des lieux, – ou des animaux, ou des sentiments des adorateurs ainsi que du climat de dévotion envers Karni Mata (qui doit être de rigueur au sein du temple), il est possible de se voir refuser l'entrée (qui est gratuite) si l'on n'est pas hindou, jaïn ou Indien, c'est-à-dire, si l'on n'y vient pas pour prier ou pour rendre hommage à Karni Mata, attitudes qui sont des manques de respects et des entorses à la politesse dans la coutume indienne : un temple hindou est un lieu d'adoration sacrée pour les pèlerins recherchant la communion divine, non une « curiosité » ayant pour but de distraire des touristes seulement préoccupés de pensées profanes au sein d'un édifice religieux, sans déférence aucune pour les croyances, les philosophies ou les aspects externes et rituels de l'hindouisme.

## Biographie

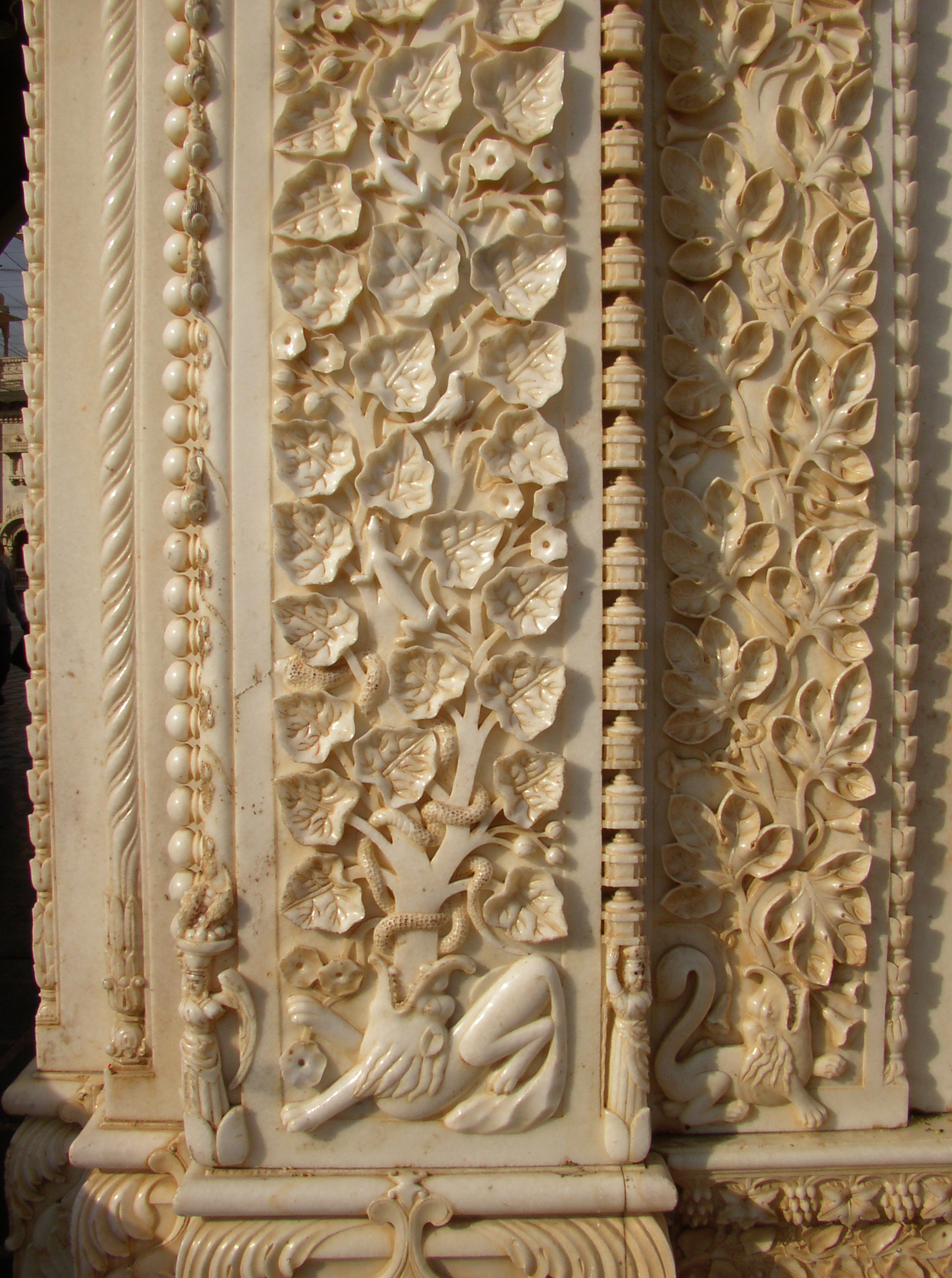
Ouvrage du marbre du temple de Karni Mata de Deshnoke.

Karni Mata est née le 2 octobre 1387 dans le village de Suwap dans le district de Jodhpur, au Rajasthan. Elle est la septième fille de Mehoji Charan et de son épouse Deval Devi, son nom d'origine étant Ridhubai. Selon la légende, elle gagna le titre honorifique de Karni (« miracle ») à l'âge de six ans, guérissant miraculeusement la main de sa tante ainsi qu'en sauvant son père mordu par un serpent. Mata est un terme qui signifie mère, et est généralement toujours ajouté aux noms de celles révérées comme des Déesses Mères. Elle se maria à Dipoji Charan du village de Sathika, aux alentours de 1415, mais ne vécut pas une vie de mariage conventionnelle. 
Plus tard, elle arrangea le mariage de son propre mari avec sa plus jeune sœur Gulab. Elle vécut dans le village de son mari environ deux ans avant de le quitter avec ses disciples et un troupeau de bovin pour vivre en nomade, campant au coucher de soleil. 
La caravane un jour s'installa au village de Janglu, mais un seviteur de Rao Kanha, qui était alors souverain du lieu, leur refusa d'accéder à l'eau potable utilisée par les hommes du village et les vaches. Sur ce, Karni Mata déclara que son disciple le souverain Rao Ridmal de Chandasar était le nouveau dirigeant du village, non plus Rao Kanha, et elle continua son voyage avec sa caravane. Elle se rendit alors près de Deshnoke, mais le roi Rao Kanha en personne vint s'opposer à sa venue et à celle de sa caravane, mais le souverain mourut. 
Karni Mata arrêta alors son errance et commença à vivre à Deshnoke. Son mari Depoji meurt en 1454. Les rats furent présents dans son temple et reconnus pour leur sainteté quand le beau-fils de Karni Mata, Lakshman, se noya dans un réservoir où il essayait de boire de l'eau : il s'était réincarné en rat, comme tous les poètes et autres enfants mâles de Karni Mata.
Le premier temple de Karni Mata fut bâti de son vivant, dans le village de Mathaniya (en), par son dévot et disciple Amara Charan. En 1472, elle arrangea le mariage de Rao Bika (le cinquième fils de Rao Jodha (en)) et de Rang Kunwar (fille de Rao Shekha de Pungal) afin de transformer les rivalités ennemies des familles Rathor et Bhatian en alliance fraternelle. En 1485, elle aida à la pose de la première pierre du fort de Bikaner à la demande de Rao Bika. En 1538, Karniji alla rendre visite au maharaja de Jaisalmer. Elle voyagea au retour vers Deshnoke avec son beau-fils Punjar et quelques autres dévots, le 21 mars 1538. Ils allèrent près de Gadiyala et Girirajsar dans le district de Koylayat et de Bikaner, où elle demanda à la caravane de s'arrêter pour puiser de l'eau. Elle aurait disparu là, à l'âge de 151 ans.